# 雙排車

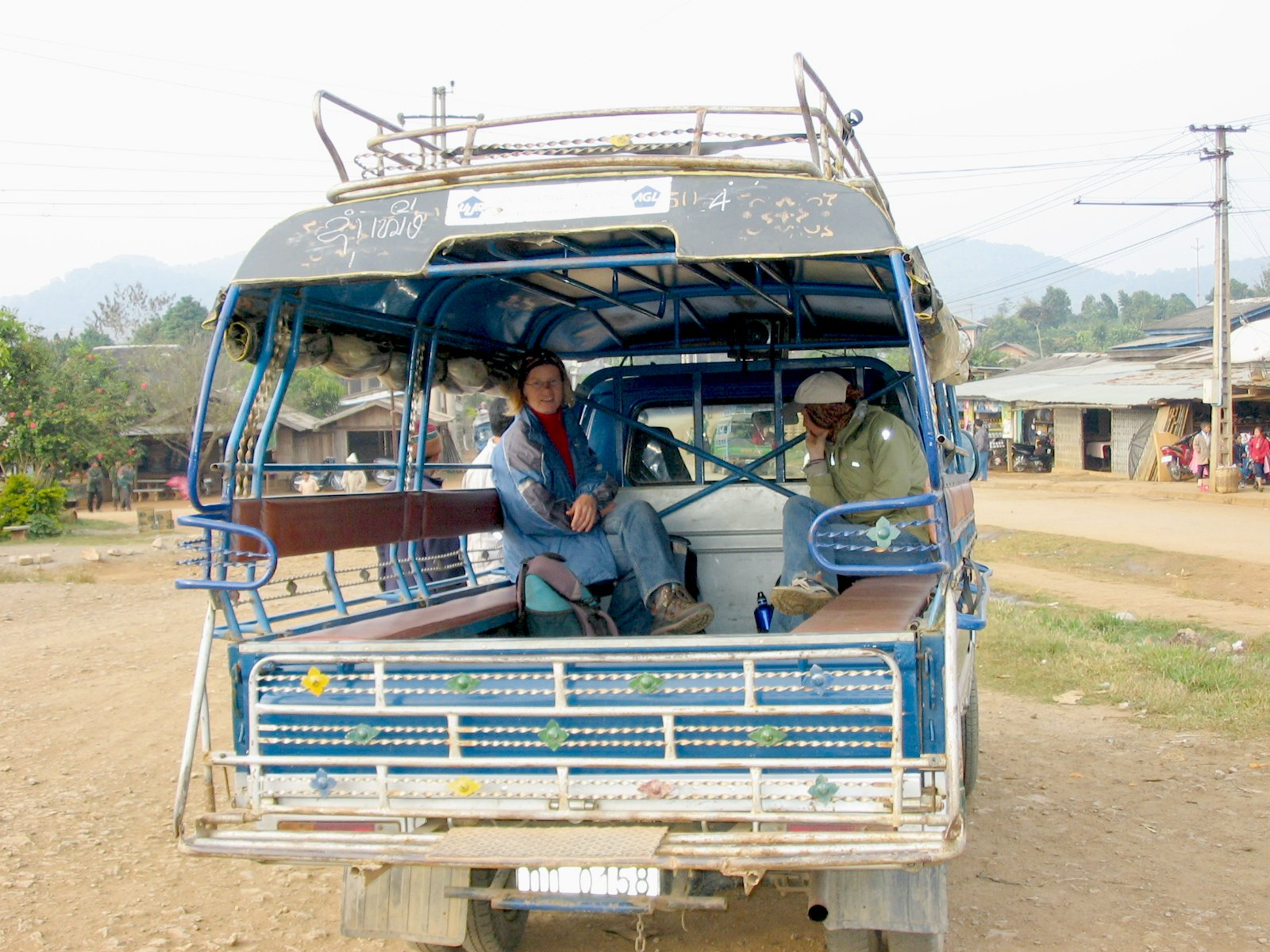
泰國東北部烏隆府的雙排車

雙排車（寮語： [sɔ̌ːŋtʰíw]），又譯雙條車，是老撾與泰國以載貨汽車改裝成的載客汽車。它的名字來自載貨汽車車廂左右兩排長板凳，部分雙排車甚至在兩排長板凳之間加上第三排長板凳，設有塑料帳蓬及窗簾防雨。一些雙排車的屋頂甚至大到容許乘客站立在車裡，乘客亦可以站在車尾的平台。雙排車川行於鄉村與市鎮之間，通常採用一組固定路線的票價。但在某些地區（例如：泰國北部清邁府），它們被用計程車。路線較長的雙排車會採用較大的載貨汽車，載客高達40名。

## 雙排車圖片

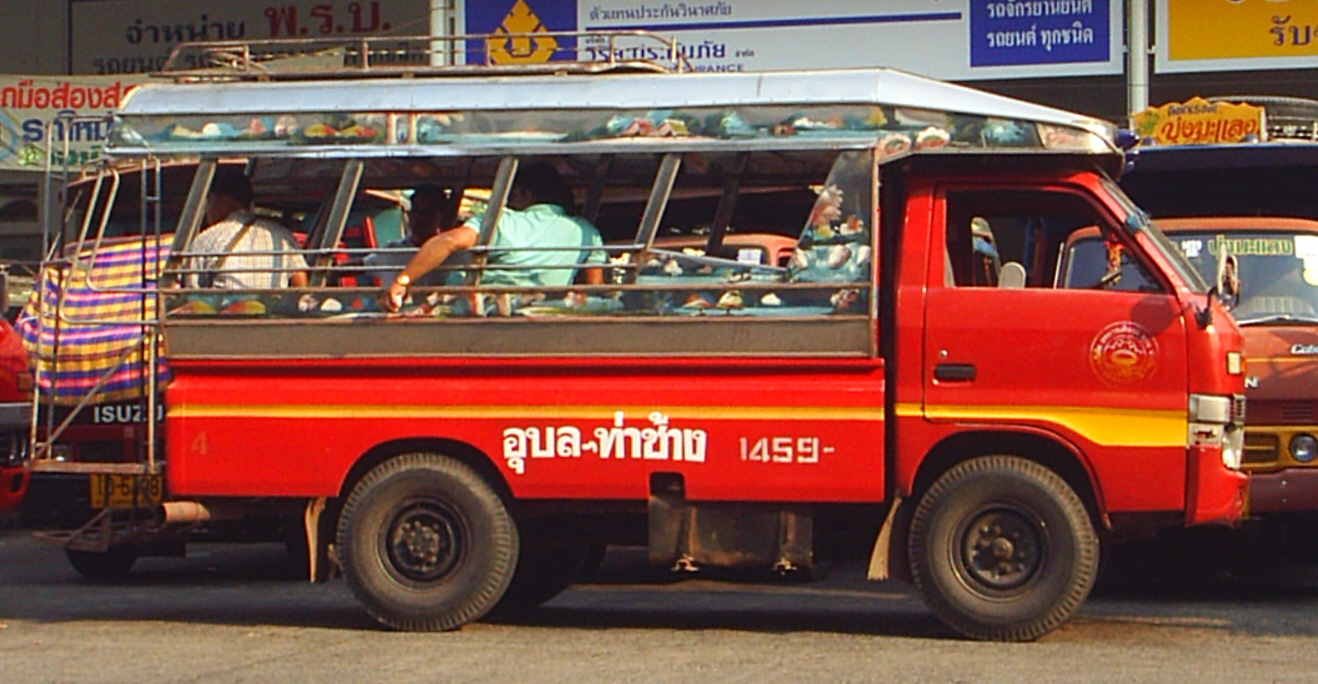
川行於鄉村的中型的雙排車
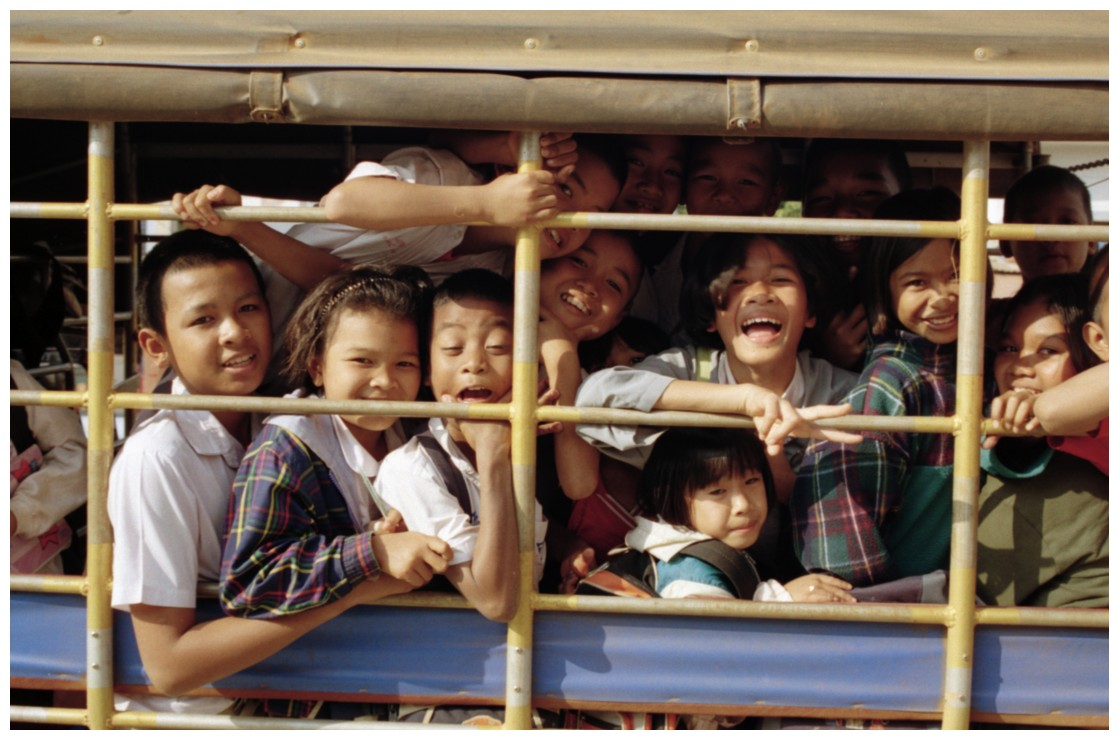
泰國東北部四色菊府干他拉叻縣，2005年1月雙排車接載學生放學回家